# منطقه حفاظت‌شده گشت رودخان و سیاه‌مزگی
منطقهٔ حفاظت‌شدهٔ گشت رودخان و سیاه‌مزگی یک منطقهٔ حفاظت‌شده با مساحت ۳۹۶۱۳ هکتار است که در استان گیلان در ایران قرار دارد. این منطقهٔ حفاظت‌شده طبق مصوبهٔ شمارهٔ ۶۵۷ در تاریخ ۱۳۷۸/۱۰/۱۵ در فهرست مناطق تحت حفاظت سازمان محیط زیست ایران قرار گرفت.